# Бульвар на проспекте Мира (Владикавказ)
.

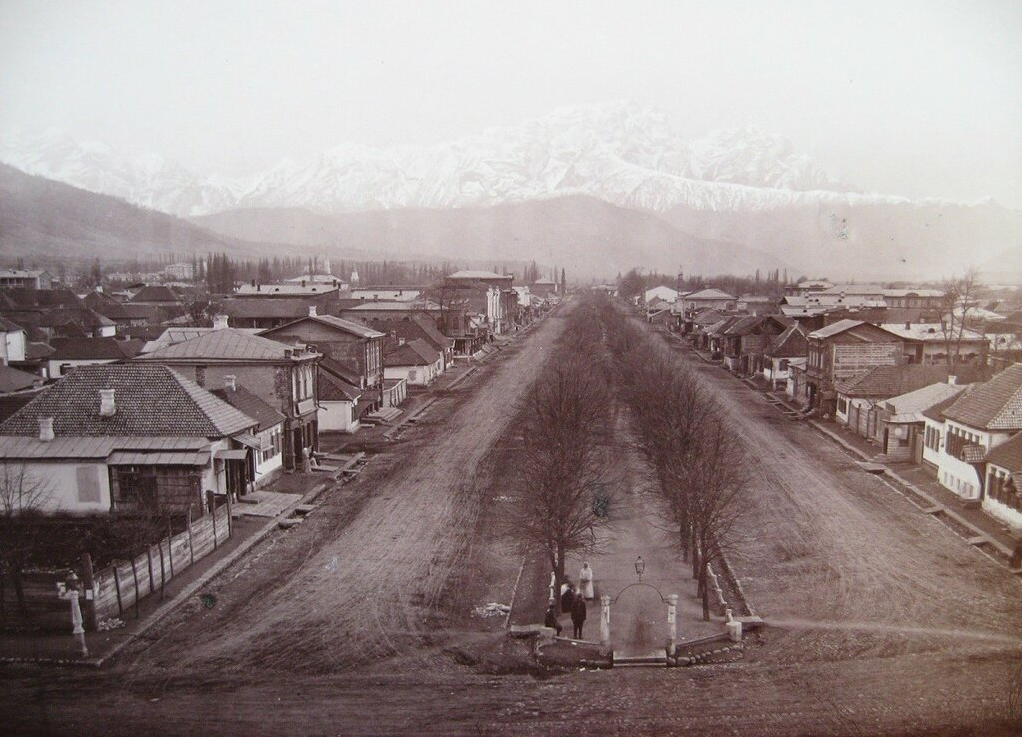
Бульвар на Александровском проспекте в конце XIX века. Вид со стороны современной улицы Кирова.

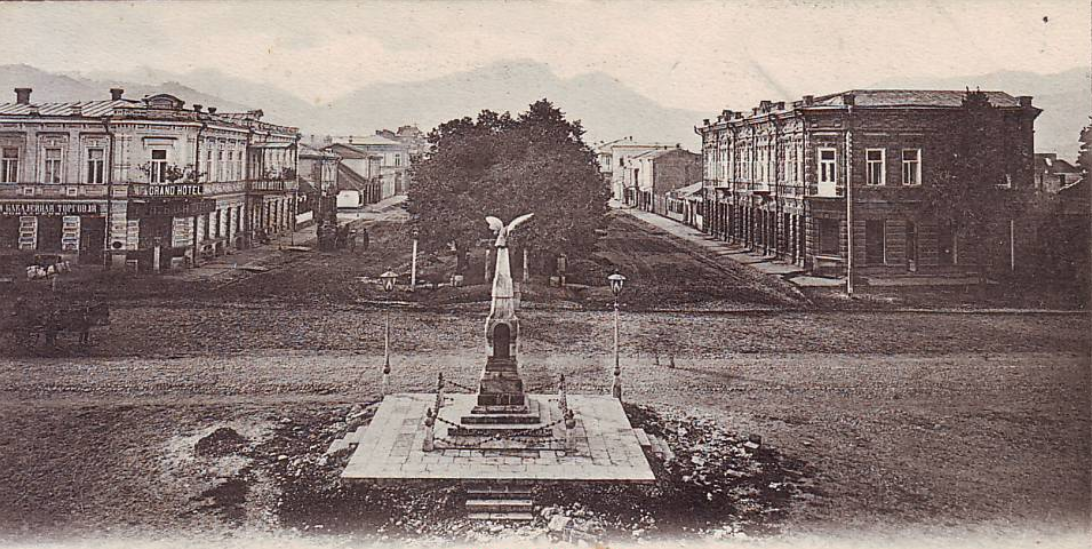
Слева — здание гостиницы «Гранд-отель», справа — дом Фёдорова (будущее второе отделение гостиницы «Гранд-отель»), посередине — памятник рядовому Тенгинского полка Архипу Осипову. Вид со стороны современного Горского аграрного университетав. Фото начала XX века.

Бульвар на проспекте Мира — ботанический памятник природы регионального значения (номер в реестре № 1510147) во Владикавказе в исторической части города на проспекте Мира. Составная часть проспекта, являющегося памятником культурного наследия федерального значения.
Находится в ведении Министерства природных ресурсов и экологии Республики Северная Осетия-Алания.

## Расположение
Расположен на террасе Терека. Площадь бульвара — 1,5530 га, протяжённость границ земельного участка — 2079 м, протяжённость сквера — 1057 м..
В настоящее время границы бульвара проходят по бордюрам, которые ограничивают его от проезжей части проспекта Мира на западе и востоке. К бульвару непосредственно примыкает трамвайная линия. Начинается на юге от площади Свободы и заканчивается на севере на улице Кирова. В настоящее время проспект Мира на всём своём протяжении является пешеходным, бульвар пересекают перпендикулярные проспекту Мира и открытые для автомобильного движения улицы Максима Горького, Джанаева, Маяковского и Никитина.

## История
Бульвар начал формироваться в первой половине XIX века вместе со строительством будущего проспекта от Михайловской площади до Московской улицы усилиями первого начальника военного Владикавказского округа и коменданта Владикавказской крепости генерал-лейтенанта Петра Нестерова. Позднее стал назваться как «Нестеровский бульвар».
В октябре 2014 года на бульвар был составлен Паспорт памятника природы.
Весной 2020 — летом 2021 года от площади Свободы до улицы Джанаева производилась замена тротуарной плитки в рамках полной реконструкции проспекта Мира. На всём протяжении бульвара была заменена дорожная плитка и установлены новые гранитные бордюры, ограничивающие бульвар от остальной части проспекта Мира.
В разные годы на бульваре были установлены следующие памятники и малые архитектурные формы:
- В конце Александровского проспекта находился памятник рядовому Тенгинского полка Архипу Осипову и капитану Николаю Лико, открытие которого состоялось 22 октября 1881 года. В настоящее время этот памятник не сохранился, на его месте стоит бюст дважды Героя Советского Союза генерала Иссы Плиева. Скульптор — С. Д. Тавасиев[7].
- Перед входом в Центральный парк культуры и отдыха имени К. Л. Хетагурова находится памятник Коста Хетагурову. Скульптор — академик В. Б. Соскиев[7];
- Памятник Городовому открыт в 2013 году.

## Биология

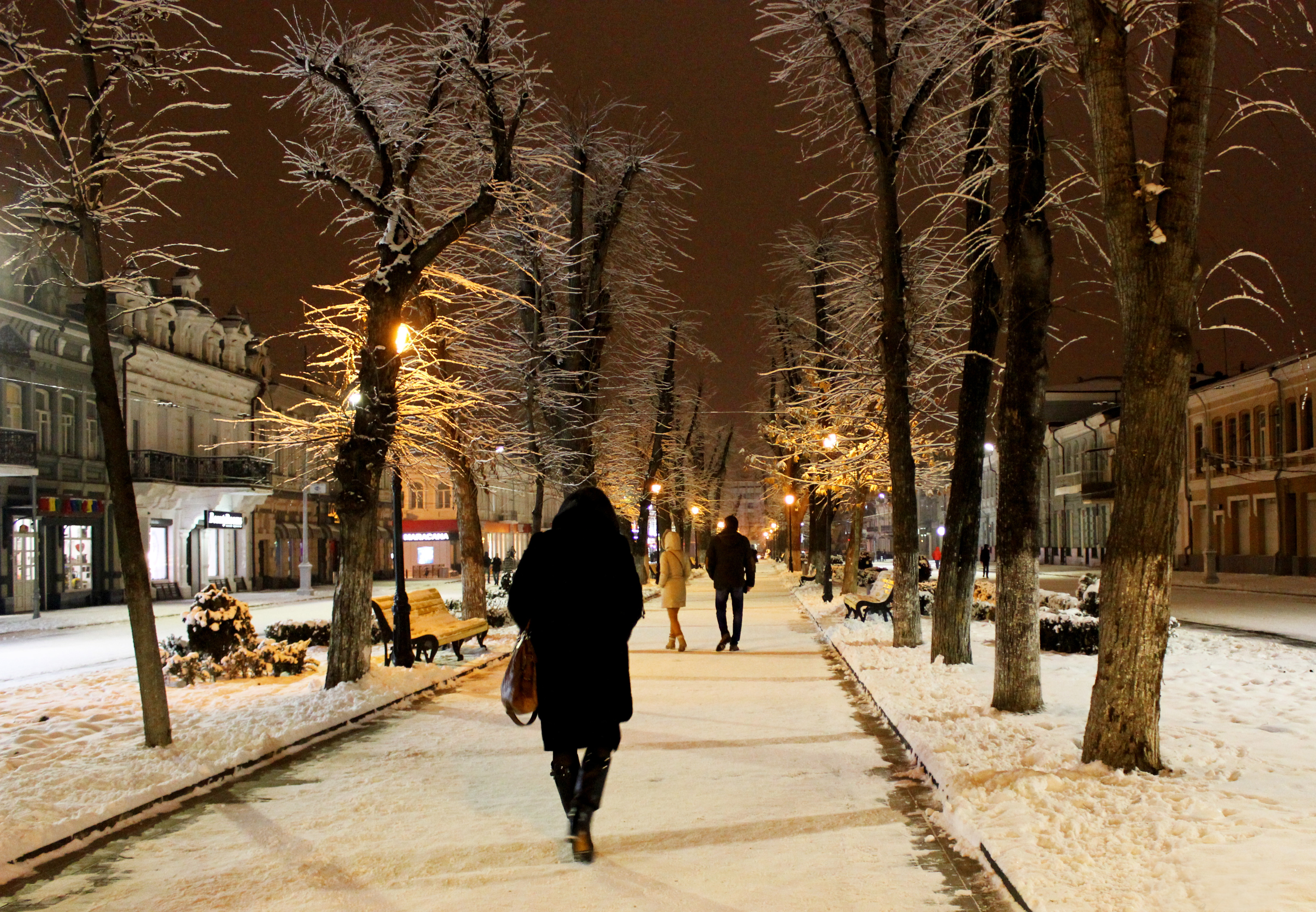
Бульвар зимой

Вдоль всего бульвара произрастает преимущественно липа сердцелистная высотой около 20 метров. Деревья имеют диаметр стволов от 40 до 60 см. Присутствуют экземпляры ясеня, белой акации, платана западного. Травянистый покров бульвара представлен газонами, на которых произрастает плевел многолетний. Ежегодно высаживаются различные цветочные однолетники. Среди кустарников выделяются спирея, самшит вечнозелёный, можжевельник казацкий, туя западная колоновидная.
На бульваре встречаются голубь сизый, горлица кольчатая, дятел пёстрый, скворец обыкновенный, сойка, сорока, грач, ворона серая, славка серая, славка черноголовая, пеночка-теньковка, горихвостка обыкновенная, дрозд чёрный, синица большая, лазоревка обыкновенная, воробей домовой, зяблик.
Ежегодно городские коммунальные службы производят побелку деревьев.